# Дубравко Павличић
Дубравко Павличић (Загреб, 28. новембар 1967 — Елче, 4. април 2012) био је југословенски и хрватски фудбалер.
У каријери је играо за Динамо Загреб, Ријеку, Еркулес, Саламанку и Расинг Ферол.
Са младом репрезентацијом Југославије постао првак света на Светском првенству за младе у Чилеу 1987.
Био је уврштен у састав репрезентације Хрватске на Европском првенству 1996. године.
Преминуо је од рака панкреаса 4. априла 2012. у Елчеу.